# Colias sagartia
Colias sagartia är en fjärilsart som beskrevs av Lederer 1869. Colias sagartia ingår i släktet Colias och familjen vitfjärilar.
Artens utbredningsområde är Iran. Inga underarter finns listade i Catalogue of Life.

## Bildgalleri

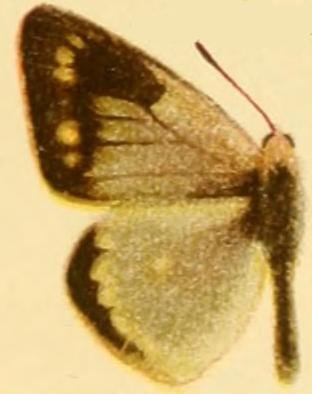
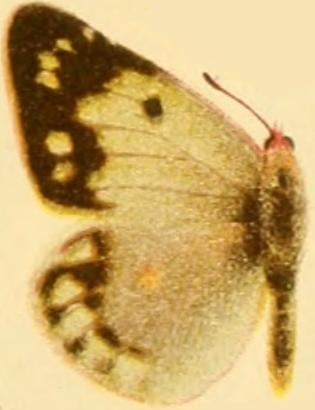
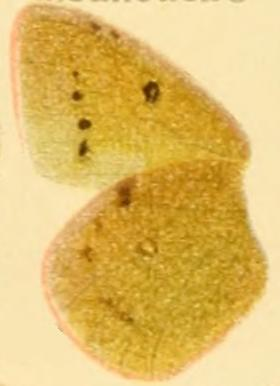